# Савонья-д’Изонцо
Савонья-д’Изонцо (итал. Savogna d'Isonzo) — коммуна в Италии, располагается в регионе Фриули-Венеция-Джулия, в провинции Гориция.
Население составляет 1 693 человек (31-03-2019), плотность населения составляет 99,71 чел./км². Занимает площадь 16,98 км². Почтовый индекс — 34070. Телефонный код — 0481.
Покровителем коммуны почитается святитель Мартин Турский, празднование 11 ноября.

## Демография
Динамика населения:

## Администрация коммуны
- Официальный сайт: http://www.savognadisonzo.com/